# غشوة غبساء
غشوة غبساء (الاسم العلمي:Ceropegia fusca) هو نوع من النباتات يتبع جنس الغشوة من الفصيلة الدفلية.